# Lydia de Vega
Lydia de Vega-Mercado (Meycauayan, Filipinas; 26 de diciembre de 1964 - Makati, Filipinas; 10 de agosto de 2022) fue una atleta filipina considerada la mujer más rápida de Asia en la década de 1980.

## Biografía

### Carrera atlética
De Vega fue miembro del programa Gintong Alay Track & Field en 1979. Primero fue entrenada por su padre Tatang De Vega y Claro Pellosis. Sus entrenadores en el período 1980 a 1984 fueron Santos Magno y Anthony Benson. De Vega causó impacto por primera vez en los Juegos del Sudeste Asiático (SEA) de 1981 celebrados en Manila con actuaciones de medallas de oro en los eventos de 200 y 400 metros que superaron los récords establecidos en los Juegos Asiáticos. Como reina del sprint de Asia, logró la medalla de oro en los 100 metros lisos en el New Delhi Asiad de 1982 y repitió la hazaña en el Seoul Asiad de 1986, donde registró 11,53 segundos.
De Vega ganó el oro en los 100 metros en los Juegos SEA (1987, 1991 y 1993). También encabezó el evento de 200 metros en 1981, 1983, 1987 y 1993. Ganó dos veces las medallas de oro en 100 y 200 metros en los Campeonatos Asiáticos de Atletismo, 1983 y 1987. A los 16 años, en la edición de 1981, quedó segunda en la carrera de 400 metros y también se llevó la medalla de bronce en los 200 metros.
De Vega fue dos veces olímpica. Representó a Filipinas en los Juegos Olímpicos de verano de 1984 y 1988 .
También se llevó a casa una medalla de plata en la carrera de 200 metros de la Asiad de Seúl de 1986, y una vez representó a una amiga en los saltos de longitud y rompió su récord.
En 1989 hasta 1991 se tomó un descanso del atletismo. Durante este período se graduó y se casó. Compitió en el Campeonato Asiático de Atletismo de 1991 y logró un decente resultado en el séptimo lugar.
La velocista se retiró después de competir en el evento de atletismo de los Juegos Manila-Fujian de 1994 celebrados en octubre. Ella ganó el evento de 100 m. Anunció que no competiría en la próxima edición de los Juegos Nacionales de Filipinas en ese momento.

### Vida posterior
De Vega se desempeñó como concejala de su ciudad natal de Mecabayan en la provincia de Bulacán. A principios de 2005 fue nombrada oficial de enlace de la Alianza de Entrenadores y Atletas de Filipinas con la Comisión de Deportes de Filipinas.
En diciembre de 2005 se fue a Singapur después de recibir tres ofertas de trabajo de escuelas privadas de Singapur para manejar el atletismo. Entrenó a atletas jóvenes en Singapur. Su aparición pública más reciente fue como una de las abanderadas en la ceremonia de apertura de los Juegos del Sudeste Asiático de 2019 en Filipinas.
En 2018 le diagnosticaron cáncer de mama en etapa 4. En julio de 2022 su hija Stephanie reveló que se sometió a una cirugía cerebral pero que estaba en estado crítico.
De Vega murió el 10 de agosto de 2022, mientras estaba ingresada en el Centro Médico Makati.

## Vida personal
De Vega estaba casada con Paul Mercado, ex ingeniero de Meralco y empresario dedicado al negocio de estanques de peces, con quien tuvo tres hijos, incluida Stephanie (Paneng), ex jugadora universitaria de voleibol de DLSU Lady Spikers. En febrero de 2001, su hijo de cuatro años, John Michael, murió en un accidente automovilístico.